# آیدا محمد
آیدا محمد (انگلیسی: Aida Mohamed؛ زادهٔ ۱۲ مارس ۱۹۷۶) شمشیرباز زن سوریه‌ای‌تبار اهل مجارستان است.